# Шон Маркс
Шон Ендрю Маркс (англ. Sean Andrew Marks, нар. 23 серпня 1975, Окленд, Нова Зеландія) — новозеландський професійний баскетболіст, що грав на позиціях важкого форварда і центрового за низку команд НБА. Гравець національної збірної Нової Зеландії, у складі якої був учасником Олімпійських ігор. Перший гравець НБА, який народився у Новій Зеландії. Згодом — баскетбольний тренер. Дворазовий чемпіон НБА як гравець та як асистент головного тренера «Сан-Антоніо Сперс».

## Ігрова кар'єра
На університетському рівні грав за команду Каліфорнія (1994–1998). 
1998 року був обраний у другому раунді драфту НБА під загальним 44-м номером командою «Нью-Йорк Нікс». Проте професіональну кар'єру розпочав 1998 року виступами за «Торонто Репторз», куди разом з Чарльзом Оуклі був обміняний відразу після драфту на Маркуса Кембі. Захищав кольори команди з Торонто протягом наступних 2 сезонів.
З 2000 по 2001 рік грав у складі польської команди «Шльонськ», з якою виграв титут чемпіона Польщі.
2001 року перейшов до «Маямі Гіт», у складі якої провів наступні 2 сезони своєї кар'єри.
Наступною командою в кар'єрі гравця була «Сан-Антоніо Сперс», за яку він відіграв 3 сезони. 2005 року разом з командою виграв титул чемпіона НБА.
З 2006 по 2008 рік грав у складі «Фінікс Санз».
2008 року перейшов до «Нью-Орлінс Горнетс», у складі якої провів наступні 2 сезони своєї кар'єри.
Останньою ж командою в кар'єрі гравця стала «Портленд Трейл-Блейзерс», до складу якої він приєднався 2010 року і за яку відіграв один сезон.

## Виступи за збірну
На міжнародному рівні представляв Нову Зеландію. У її складі був учасником двох Олімпіад 2000 та 2004 року, а також чемпіонату світу 2002 року, де з командою зайняв четверте місце.

## Статистика виступів в НБА

### Регулярний сезон
| Сезон             | Команда                   | GP  | GS | MPG  | FG%  | 3P%   | FT%   | RPG | APG | SPG | BPG | PPG |
| ----------------- | ------------------------- | --- | -- | ---- | ---- | ----- | ----- | --- | --- | --- | --- | --- |
| 1998–99           | «Торонто Репторз»         | 8   | 0  | 3.5  | .625 | .000  | .500  | .1  | .0  | .1  | .0  | 1.4 |
| 1999–2000         | «Торонто Репторз»         | 5   | 0  | 2.4  | .333 | .000  | 1.000 | .4  | .0  | .2  | .2  | 1.6 |
| 2001–02           | «Маямі Гіт»               | 21  | 6  | 15.2 | .432 | .000  | .588  | 3.6 | .4  | .2  | .5  | 4.6 |
| 2002–03           | «Маямі Гіт»               | 23  | 0  | 9.7  | .373 | .000  | .667  | 1.5 | .1  | .2  | .3  | 2.3 |
| 2004–05†          | «Сан-Антоніо Сперс»       | 23  | 0  | 10.6 | .338 | .000  | .786  | 2.4 | .3  | .1  | .5  | 3.3 |
| 2005–06           | «Сан-Антоніо Сперс»       | 25  | 0  | 7.2  | .521 | .000  | .583  | 1.7 | .3  | .2  | .3  | 3.2 |
| 2006–07           | «Фінікс Санз»             | 3   | 0  | 5.7  | .333 | .000  | 1.000 | 1.0 | .0  | .0  | .3  | 2.0 |
| 2007–08           | «Фінікс Санз»             | 19  | 0  | 6.8  | .535 | .250  | .632  | 1.9 | .2  | .2  | .5  | 3.1 |
| 2008–09           | «Нью-Орлінс Горнетс»      | 60  | 5  | 14.0 | .485 | .200  | .682  | 3.1 | .2  | .1  | .6  | 3.2 |
| 2009–10           | «Нью-Орлінс Горнетс»      | 14  | 0  | 5.4  | .500 | .000  | .400  | 1.6 | .1  | .0  | .2  | .7  |
| 2010–11           | «Портленд Трейл-Блейзерс» | 29  | 0  | 7.2  | .432 | 1.000 | .625  | 1.4 | .1  | .1  | .2  | 1.6 |
| Усього за кар'єру | Усього за кар'єру         | 230 | 11 | 9.9  | .448 | .200  | .665  | 2.2 | .2  | .1  | .4  | 2.8 |

### Плей-оф
| Сезон             | Команда              | GP | GS | MPG  | FG%  | 3P%  | FT%  | RPG | APG | SPG | BPG | PPG |
| ----------------- | -------------------- | -- | -- | ---- | ---- | ---- | ---- | --- | --- | --- | --- | --- |
| 2008              | «Фінікс Санз»        | 1  | 0  | 3.0  | .000 | .000 | .000 | .0  | .0  | .0  | .0  | .0  |
| 2009              | «Нью-Орлінс Горнетс» | 5  | 0  | 16.0 | .462 | .000 | .800 | 4.0 | .0  | .6  | .4  | 3.2 |
| Усього за кар'єру | Усього за кар'єру    | 6  | 0  | 13.8 | .462 | .000 | .800 | 3.3 | .0  | .5  | .3  | 2.7 |

## Тренерська та виконавча кар'єра
2012 року став аистентом з баскетбольних операцій «Сан-Антоніо Сперс», та генеральним менеджером фарм-клубу «Остін Сперс». 2013 року став асистентом головного тренера команди «Сан-Антоніо Сперс», в якій пропрацював до 2016 року. 2014 року виграв титул чемпіона НБА, як помічник головного тренера.
На початку наступного сезону став асистентом генерального менеджера клубу. 18 лютого 2016 клуб «Бруклін Нетс» представив його як нового генерального менеджера. Він одразу ж озвучив наміри про перебудову команди.

## Особисте життя
Одружений, виховує чотирьох синів. Проживає в Гринвічі, Коннектикут.
2007 року отримав громадянство США.